# Circunnavegación

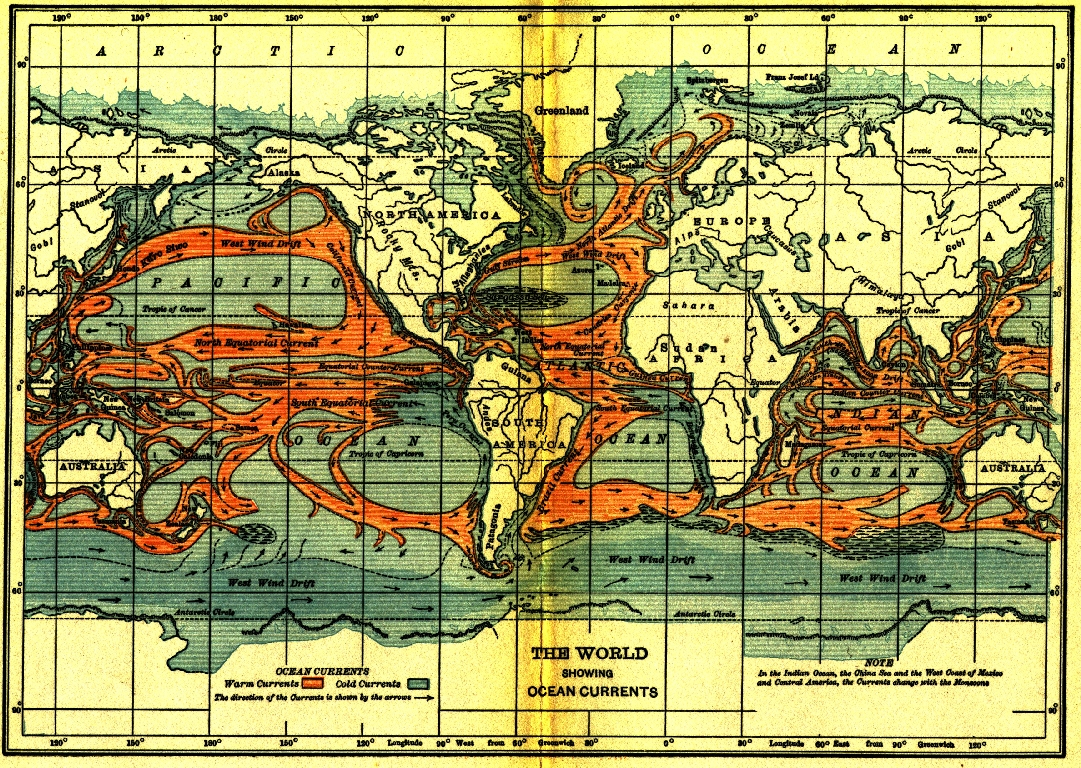
Las corrientes oceánicas.

Circunnavegar (derivado de navegar una circunferencia) es viajar alrededor de un lugar, como una isla, un continente, o un objeto astronómico. El término se suele referir a la navegación marítima alrededor del mundo en un barco o nave, aunque más recientemente, también se ha utilizado para referirse a vuelos (en avión) o viajes a pie o en cualquier vehículo a motor, alrededor del mundo. La primera circunnavegación de la Tierra fue la Expedición de Magallanes-Elcano que salió de España en 1519 y regresó en 1522 después de cruzar los océanos Atlántico, Pacífico e Índico. El primer ser humano en conseguirlo fue el marino Juan Sebastián Elcano.
Hoy en día se realizan frecuentes viajes de circunnavegación de la Tierra para intentar batir récords o realizar nuevas proezas, sea por hacerlas en solitario, sin escalas, por ciertas rutas peligrosas, según el tipo de embarcación o por la edad o sexo de los tripulantes. También se realizan competiciones deportivas como carreras de velocidad. 
En 2012, el trimarán de la Banque Populaire V logró dar la vuelta el mundo en 45 días, 13 horas y 42 minutos, con una velocidad media de 26,51 nudos, tras navegar un total de 29 002 millas náuticas.
En 2017 este récord fue fulminado por el sofisticado trimarán IDEC Sport y su tripulación formada por el navegante español Alex Pella, los franceses Francis Joyon, Clément Surtel, Gwénolé Gahinet, Sébastien Audigane y el suizo Bernard Stamm. Consiguieron el récord de velocidad absoluto de vuelta al mundo a vela, conocido como Trofeo Julio Verne; circunnavegando el planeta en 40 días, 23 horas, 30 minutos y 30 segundos. La tripulación hizo así historia con la circunnavegación más rápida del planeta.

## Circunnavegación de la Tierra
En principio, si una persona camina por completo alrededor de cada polo, habrá cruzado todos los meridianos, pero esto no se considera generalmente una «circunnavegación». Una definición básica de una circunnavegación del mundo, o circunnavegación del plano o círculo, sería una ruta que cubre por lo menos un gran círculo, y, en particular, uno que pase a través de al menos un par de puntos antipodales uno del otro. En la práctica, para adjudicar récords y premios dependiendo de cada método de viaje, se utilizan diversas definiciones de lo que es una circunnavegación del mundo.
Para los ricos, los largos viajes alrededor del mundo, tal como hizo Ulysses S. Grant, se hicieron posible en el siglo XIX y durante la Primera Guerra Mundial se trasladó a un gran número de tropas por todo el planeta. Sin embargo, fueron las mejoras en la tecnología y el aumento de los ingresos los que más tarde hicieron estos viajes relativamente comunes.

## Circunnavegaciones náuticas

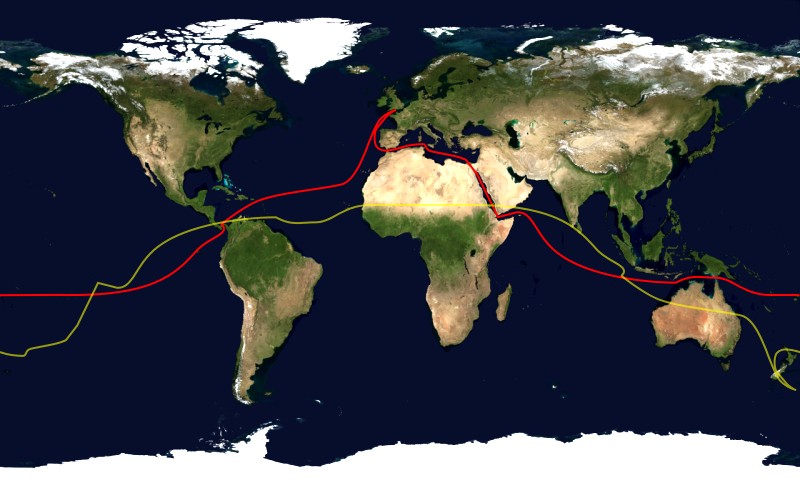
La ruta de una moderna circunnavegación típica de vela, vía canal de Suez y canal de Panamá se muestra en rojo; sus antípodas se muestra en amarillo

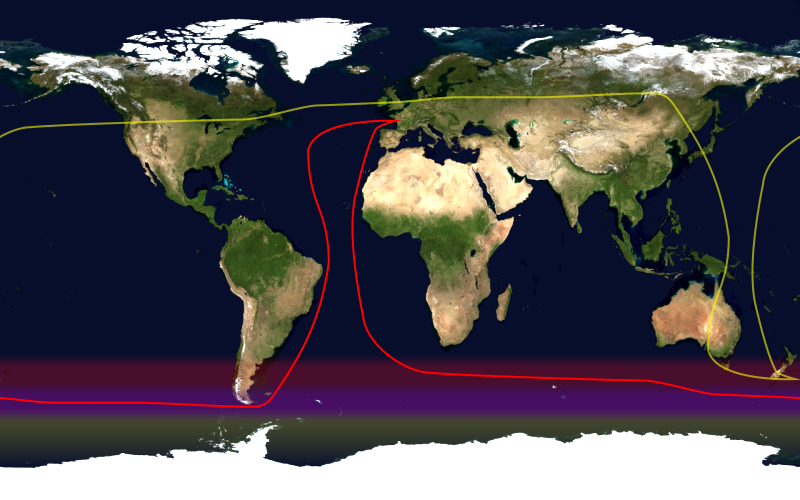
En rojo, la ruta típica de una regata de yates de circunnavegación; sus antípodas se muestran en amarillo.

El récord de circunnavegación náutico está actualmente en manos de un buque impulsado por el viento; el IDEC Sport, que junto con los navegantes: Álex Pella, Francis Joyon, Clément Surtel, Gwénolé Gahinet, Sébastien Audigane y Bernard Stamm, lo establecieron el 26 de enero de 2017 en 40 días, 23 horas, 30 minutos y 30 segundos.

### Circunnavegaciones a vela
El mapa a la derecha muestra, en rojo, una ruta no competitiva de circunnavegación típica del mundo propulsada por los vientos alisios a través de los canales de Suez y de Panamá; el resalte en amarillo son los puntos antipodales de todos los puntos de la ruta. Puede verse que la ruta se aproxima a un gran círculo y que pasa por dos pares de puntos antipodales. Esta es una ruta seguida por muchos de los cruceros marítimos, yendo en dirección oeste; el uso de los vientos alisios hace la navegación a vela relativamente fácil, aunque atraviesa algunas zonas de calma o de vientos ligeros.
En una regata a vela, una ruta alrededor del mundo que se aproximase a un gran círculo sería absolutamente impracticable, particularmente en una ruta sin escalas que no podría usar los canales de Panamá y de Suez.
Las principales regatas y récords de circunnavegación son:
- Volvo Ocean Race (hacia el este, por etapas)
- Trofeo Julio Verne (hacia el este, sin escalas ni asistencia)
- Regata 5 Océanos (hacia el este, en solitario por etapas)
- Vendée Globe (hacia el este, en solitario sin escalas ni asistencia)
- Global Challenge (hacia el oeste, por etapas)

Los yates que compiten en una regata de circunnavegación deben realizar un recorrido de por lo menos 21 600 millas náuticas (40 000 km) de longitud que debe cruzar el ecuador y todos los meridianos en la misma dirección y acabar en el mismo puerto en que empezó. El mapa a la izquierda muestra la ruta de la regata Vendée Globe alrededor del mundo en rojo; la sobreimpresión en amarillo son los puntos antipodales de todos los puntos en la ruta. Se puede ver que la ruta no pasa por ningún par de puntos antipodales. Dado que los vientos predominantes de las latitudes más altas soplan de oeste a este, cuando se circunnavega a vela hay una ruta más fácil (de oeste a este) y una ruta más difícil (este-oeste); esta dificultad es mayor para navíos de velas cuadradas.
Para los récords de circunnavegación a vela, hay una regla que establece que la duración debe ser de al menos de 21 600 millas marinas calculadas a lo largo de la ruta más corta posible desde el puerto de partida y de regreso, que no cruce por tierra y que no vaya por debajo de los 63°S. Se permite tener un único punto de control para alargar la ruta calculada y se debe cruzar el ecuador.
En el récord de 2012 la circunnavegación a vela fue de 45 días, 13 horas, 42 minutos y 53 segundos y fue establecido por Loïck Peyron y 13 navegantes, en el Banque Populaire V, terminando el 6 de enero de 2012. 
El récord actual de la circunnavegación a vela más rápida es de 40 días, 23 horas, 30 minutos y 30 segundos; fue establecido el 26 de enero de 2017 por el trimarán IDEC Sport. La tripulación estaba compuesta únicamente por seis navegantes; el español Álex Pella, los franceses Francis Joyon, Clément Surtel, Gwénolé Gahinet, Sébastien Audigane y el suizo Bernard Stamm. El viaje siguió una ruta en dirección este por el océano Atlántico Norte, el Ecuador, el océano Atlántico Sur, el océano Austral, el océano Atlántico Sur, el Ecuador y el océano Atlántico Norte.

### Circunnavegaciones propulsadas mecánicamente
Desde la llegada de los cruceros mundiales en 1922, con el Laconia de Cunard Line, miles de personas han completado vueltas al mundo a un ritmo más pausado. Por lo general, estos viajes comienzan en la ciudad de Nueva York o Southampton y se dirigen hacia el oeste. Las rutas varían, ya sea viajando por el Caribe y el océano Pacífico a través del canal de Panamá, o alrededor del cabo de Hornos. A partir de ahí los buques por lo general se encaminan a Hawái, las islas del Pacífico Sur, Australia, Nueva Zelanda, y luego hacia el norte a Hong Kong, el sudeste de Asia y la India. En ese momento, una vez más, las rutas pueden variar: una forma es a través del canal de Suez y el Mediterráneo, y la otra es de alrededor del cabo de Buena Esperanza y luego por la costa oeste de África. Estos cruceros finalizan en el puerto donde se comenzó.
El récord actual de circunnavegación de tracción mecánica es de 60 días, 23 horas y 49 minutos y fue establecido por el trimarán Earthrace que se completó el 27 de junio de 2008. El viaje, en dirección oeste, cruzó el océano Atlántico Norte, canal de Panamá, océano Pacífico, océano Índico, canal de Suez y el mar Mediterráneo.

## Circunnavegaciones aéreas
Desde el desarrollo de la aviación comercial muchos miles de personas han viajado alrededor del mundo. Algunas rutas regulares, como el antiguo Flight One de la Pan American (y más tarde, aunque brevemente, el Flight One de United Airlines), circunnavegan el mundo y, hoy en día, planificar un viaje similar con diferentes conexiones es bastante simple.
La primera circunnavegación aérea se produjo en 1924 por un grupo de pilotos de las Fuerzas Aéreas del Ejército de los Estados Unidos en un cuarteto de biplanos Douglas World Cruiser .
La primera aeronave más ligera que el aire de cualquier tipo en circunnavegar la Tierra por sus propios medios fue el dirigible rígido Graf Zeppelin LZ 127 , que lo hizo en 1929.
Los récords de aviación toman en cuenta los patrones de circulación del viento en el mundo, en particular las corrientes en chorro, que circulan en los hemisferios norte y sur, sin cruzar la línea ecuatorial. Por lo tanto no hay necesidad de cruzar el Ecuador, o pasar a través de dos puntos antípodas, en el curso de fijar un récord mundial alrededor del mundo de aviación. Así, por ejemplo, la circunnavegación global de Steve Fosset estuvo circunscrita enteramente dentro del hemisferio meridional.
Para la aviación impulsada mecánicamente, el curso de un récord alrededor del mundo debe comenzar y terminar en el mismo punto y cruzar todos los meridianos; el curso debe tener al menos 36,787.559 de largo (que es la longitud del Trópico de Cáncer) y debe incluir puntos de control establecidos en latitudes fuera de los círculos ártico y del antártico.
En el caso de los globos aerostáticos, en los que se está totalmente a merced de los vientos, los requisitos se relajan aún más. El curso debe cruzar todos los meridianos, y debe incluir un conjunto de puntos de control que estén todos fuera de dos círculos, elegidos por el piloto, con radios de 3335,85 km y encerrando los polos (aunque no necesariamente centrados en ellos).
Se ha estado recientemente cerca posible de alcanzar la tentativa de hacer una circunnavegación polar, remontando un gran círculo alrededor del globo 'verticalmente' es decir a través de ambos polos, que es por supuesto solamente posible por el aire.

## Circunnavegaciones astronáuticas
La primera persona en volar al espacio, Yuri Gagarin, se convirtió también en la primera en completar un vuelo orbital en la nave espacial Vostok 1, en 1961, con una duración de 108 minutos. Las primeras misiones espaciales de la NASA incluían sólo vuelos suborbitales.

## Circunnavegaciones con propulsión humana
Según AdventureStats, Jason Lewis fue el que primero completó la primera verdadera circunnavegación del globo con tracción humana, aunque la National Geographic recoge a Colin Angus como el primero en hacerlo. Ni Lewis ni Angus cumplen los criterios del Guinness World Records, ya que aunque cada uno terminó un viaje continuo alrededor del planeta con desplazamientos impulsados por acción humana, no cruzaron un par de antípodas ni recorrieron la distancia del Trópico de Cáncer. David Kunst fue la primera persona verificada que caminó alrededor del mundo entre el 20 de junio de 1970 y el 10 de octubre de 1974. Las directrices emitidas en marzo de 2007 por Guinness World Records establecieron que una circunnavegación con propulsión humana debe recorrer un mínimo de 36,787,559 km (la distancia del Trópico de Cáncer), cruzar el Ecuador, y que cada pierna debe comenzar en el punto exacto donde el último remató. Hasta la fecha no se ha completado ninguna circunnavegación de propulsión humana de acuerdo con las directrices establecidas por Guinness.
Algunas personas, tanto en bicicleta como caminando, han recorrido el mundo, pero los océanos han tenido que ser franqueados mediante transporte aéreo o marítimo, por lo que la distancia recorrida es más corta que las directrices del Guinness. Pasar a pie de Asia a América del Norte es teóricamente posible, pero muy difícil, ya que se ha de cruzar el estrecho de Bering helado, además de recorrer alrededor de 3000 km de zonas frías, sin caminos, inundadas o congeladas, en Alaska y Rusia oriental. Nadie hasta ahora ha recorrido todo ese camino a pie.

## Circunnavegaciones destacadas

Primer viaje de circunnavegación mundial (Sanlúcar de Barrameda, 20 de septiembre de 1519 - 6 de septiembre de 1522).

- Circunnavegaciones marítimas:

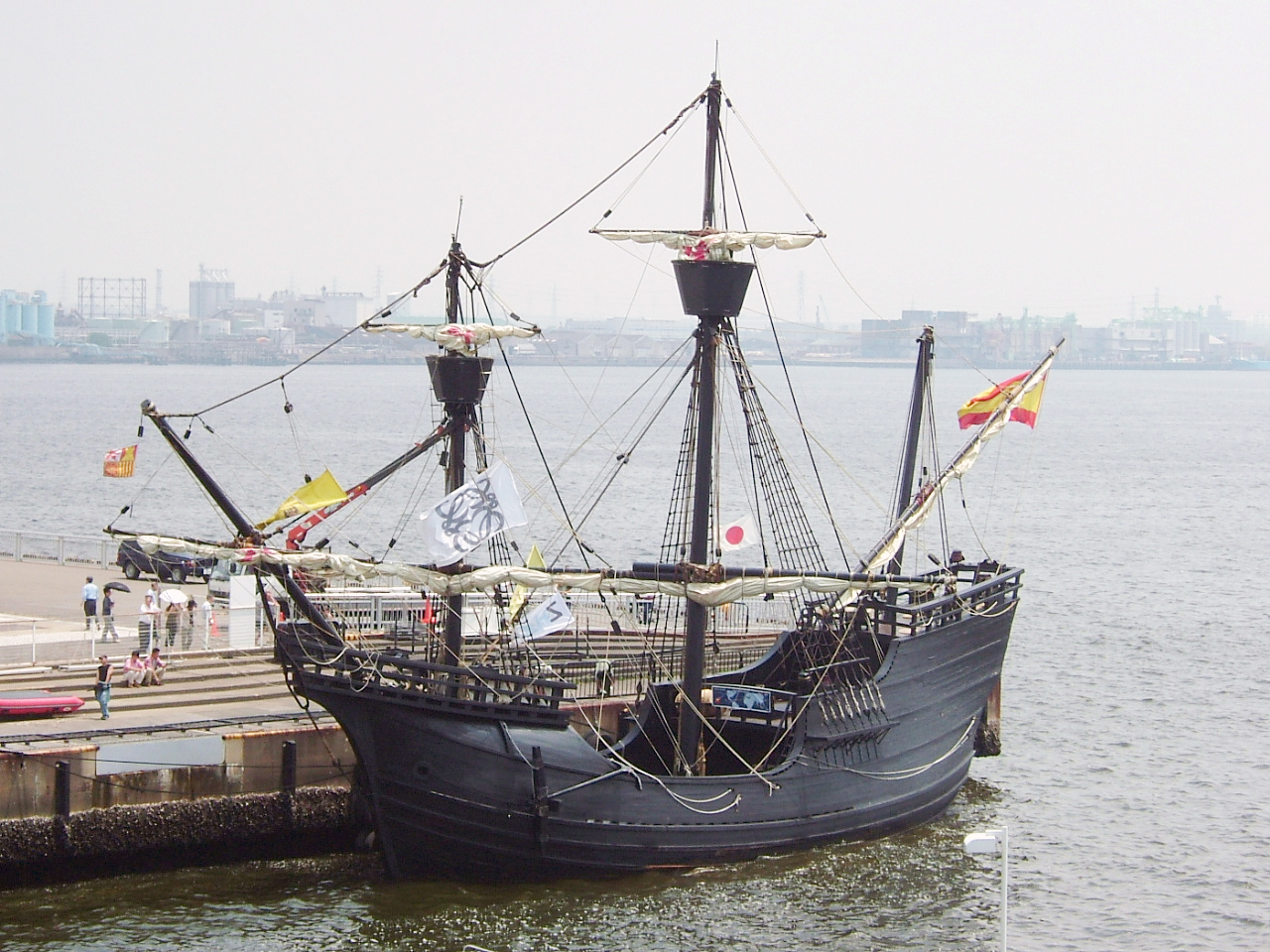
Réplica de la nao Victoria, construida para la Expo 92 de Sevilla, foto en la Expo 2005 de Nagoya (Japón), la primera embarcación en dar la vuelta al mundo.

- La expedición española de 1519-1522 de Fernando de Magallanes  y Juan Sebastián Elcano fue la primera circunnavegación del mundo documentada.  A instancias de la Corona española, Magallanes, un navegante portugués, encabezó la primera expedición que circunnavegó el mundo, navegando entre agosto de 1519 y abril de 1521. Sin embargo, fue asesinado en una batalla en la isla filipina de Cebú el 27 de abril de 1521. Su segundo al mando, el vasco Juan Sebastián Elcano, de Getaria, completó el viaje de regreso a través del océano Índico y alrededor del cabo de Buena Esperanza regresando a España en 1522. Los 18 sobrevivientes de la expedición, incluyendo Elcano, completaron la circunnavegación al volver a Sanlúcar de Barrameda en el buque Victoria el 6 de septiembre de 1522, después de un viaje de tres años y menos 14 días (salida 20 de septiembre de 1519 de Sanlúcar de Barrameda). Estos fueron los primeros navegantes conocidos que dieron la vuelta al mundo.

- La expedición española de García Jofre de Loaísa partiría de España en 1525, alcanzando la isla de las Especias en 1526. Únicamente uno de los siete barcos y 24 hombres lo lograrían. Sin embargo, incapaces de continuar el viajen, deberían esperar a 1536, cuando serían rescatados por la armada portuguesa y devueltos a la península ibérica. Con ello concluirían la segunda circunnavegación de la historia.

- En 1577, Elizabeth I envió a Francis Drake a iniciar una expedición contra los españoles a lo largo de la costa del Pacífico de las Américas. Drake salió de Plymouth, Inglaterra en noviembre de 1577, a bordo del Pelican, que Drake rebautizó como Golden Hind a mediados del viaje. En septiembre de 1578, pasó por el extremo sur de América del Sur en base a lo cual, la cartografía anglosajona denominó al "Mar de Hoces" como "paso de Drake", aunque no está demostrado que Drake pasará por el lugar que conecta la parte suroeste del Océano Atlántico con la parte sureste del Océano Pacífico. En junio de 1579, Drake desembarcó en algún lugar al norte de la reclamación más septentrional de España en Alta California, que se conoce como Drakes Bay, California. Drake completó la tercera circunnavegación del mundo en septiembre de 1580, convirtiéndose en el primer comandante que dirigió una circunnavegación completa utilizando el mismpo barco durante todo el recorrido. También se convirtió en el primer comandante que realizó la circunnavegación utilizando recursos ajenos pues se fue abasteciendo por el camino de los botines de sus asaltos. (J. A. Froude, 1893)
- Martín Ignacio de Loyola (1550–1616), Sobrino-nieto de San Ignacio de Loyola, realizó la primera vuelta al mundo con fines religiosos pues su objetivo era misionero, no comercial ni político. Además fue la primera persona en dar dos veces la vuelta al mundo y, durante largo tiempo, la primera persona que realizó la circunnavegación del globo en ambos sentidos. Primera vuelta al mundo (1581–1584) – sentido oeste: Partió de España, cruzó América del Sur, navegó por el Pacífico hasta Filipinas y China. Regresó por la India, Oriente Medio y el Mediterráneo. Publicó una crónica de su viaje, muy valorada por geógrafos y misioneros. Segunda vuelta al mundo (1585–1589) – sentido este. Partió hacia el este, vía Lisboa y la India. Atravesó Asia hasta China y Filipinas y regresó por el Pacífico, Nueva España y el Atlántico.
- En 1817, La expedición de Hipólito Bouchard y Tomas Espora (Primer Argentino en dar la vuelta al mundo), Bouchard había planeado navegar en busca de la gran corriente sur ecuatorial, que atraviesa el Atlántico hasta las costas africanas, lo que le permitiría bordear el Cabo de Buena Esperanza con el fin de perseguir los navíos de la Compañía de Filipinas que navegaban por las costas de la India. El 19 de julio se produjo un incendio en la nave que se extendió hasta el entrepuente y puso en peligro la vida de muchos tripulantes. La tripulación debió trabajar durante varias horas hasta poder controlar el incendio. Al llegar al Océano Índico, la nave se dirigió hacia el nordeste hasta alcanzar la isla de Madagascar.Tras reaprovisionarse, la nave se dirigió hacia Manila, ciudad que Bouchard pensaba bloquear. Antes de llegar, se toparon con una fragata inglesa que se dirigía a ese puerto y el comandante decidió revisarla para comprobar que no transportara cargamento enemigo. Bouchard pretendió ocultar su origen, pero el capitán de la fragata comprendió el objeto de su presencia y, tras llegar a Manila, dio aviso a las autoridades españolas.El 17 de agosto de 1818, Bouchard arribó a la bahía de Kealakekua, donde se encontraba un pequeño puerto, en la costa oeste de la isla de Hawái. Al fondear, una canoa tripulada por nativos se les acercó y les informó, en un rudimentario inglés, que en el puerto se encontraba una corbeta que pertenecía al rey Kamehameha I, pero que anteriormente había sido española. También les indicaron que la noche anterior había zarpado una fragata con rumbo desconocido.Bouchard decidió navegar hacia las costas de California, donde esperaba aprovecharse del comercio español. Sin embargo, las autoridades españolas conocían las intenciones del corsario ya que el 6 de octubre la nave Clarión les había informado que dos naves corsarias se preparaban para atacar las costas californianas. Los argentinos tomaron la ciudad durante seis días, en los que se apropiaron del ganado, quemaron el fuerte, el cuartel de los artilleros, la residencia del gobernador y las casas de los españoles junto a sus huertas y jardines.
- La fragata española Numancia, con Juan Bautista Antequera y Bobadilla, entre 1865-1867; primera circunnavegación en un buque de guerra acorazado; "Enloricata navis que primo terram circuivit".
- Joshua Slocum, 1895-1898, primera circunnavegación en solitario.
- Vito Dumas, 1942-1943, primera circunnavegación en solitario de oeste a este, vía Cabo de Hornos.
- Trimarán IDEC Sport, 2017, circunnavegación del planeta más rápida de la historia; navegantes: Álex Pella, Francis Joyon, Clément Surtel, Gwénolé Gahinet, Sébastien Audigane y Bernard Stamm. Tiempo establecido: 40 días, 23 horas, 30 minutos y 30 segundos.

- Circunnavegaciones aéreas:

- en 1924, pilotos de las Fuerzas Aéreas del Ejército de los Estados Unidos, realizaron la primera circunnavegación aérea con biplanos Douglas World Cruiser recorriendo 44 360 km.
- en 1949, el Lucky Lady II, un Boeing B-50 Superfortress de la Fuerza Aérea de los EE. UU., al mando del capitán James Gallagher, se convirtió en el primer avión en dar la vuelta al mundo sin escalas.  Esto se logró repostando el avión en vuelo.

- Circunnavegaciones terrestres:

- en 1841-1842, sir George Simpson (administrador) hizo la primera circunnavegación terrestre, atravesando Canadá y Siberia al regresar a Londres.